# Imre Szekeres
Imre Szekeres (ur. 9 września 1950 w Szolnoku) – węgierski polityk, inżynier i nauczyciel akademicki, parlamentarzysta, minister obrony od 2006 do 2010, w latach 2004–2010 wiceprzewodniczący Węgierskiej Partii Socjalistycznej (MSZP).

## Życiorys
W 1974 ukończył inżynierię chemiczną na Uniwersytecie Panońskim w Veszprémie. Został następnie nauczycielem tej uczelni, pracował m.in. w instytucie cybernetyki tego uniwersytetu, doktoryzując się na podstawie pracy poświęconej rozwojowi sztucznej inteligencji.
W 1986 zasiadł w radzie miejskiej Veszprém, będąc później jej wiceprzewodniczącym. W październiku 1989 był jednym z założycieli Węgierskiej Partii Socjalistycznej, objął funkcję jej przewodniczącego w okręgu Veszprém. W maju 1990 został sekretarzem MSZP. W latach 1994–1998 był wiceprzewodniczącym MSZP. Kierował kampanią wyborczą tego ugrupowania w czasie wyborów parlamentarnych w 1994 i w 1998. W 2004 został ponownie wybrany wiceprzewodniczącym partii, funkcję tę pełnił do 2010.
W 1994 po raz pierwszy zasiadł w Zgromadzeniu Narodowym. Z powodzeniem ubiegał się o reelekcję w wyborach w 1998, 2002, 2006 i 2010, sprawując mandat poselski do 2014. W latach 1994–1998 był przewodniczącym klubu parlamentarnego MSZP.
W maju 2002 Péter Medgyessy powierzył mu stanowisko sekretarza stanu w kancelarii premiera, które zajmował do października 2004. Od czerwca 2006 do maja 2010 sprawował urząd ministra obrony w rządach, którymi kierowali premierzy Ferenc Gyurcsány i Gordon Bajnai. Po odejściu z parlamentu pozostał członkiem władz krajowych socjalistów.